# Ильм, Инга Валерьевна
И́нга Валерьевна Ильм (род. 22 декабря 1971, Ленинград) — советская и российская актриса театра и кино, сценаристка, телеведущая и историк искусства.

## Биография
Родилась 22 декабря 1971 года в Ленинграде. С 1989 года живёт и работает в Москве.

### Детство
В детстве занималась в ленинградском Дворце пионеров имени Жданова. Посещала студию классического танца, кружок юных литераторов и юннатскую станцию. Занималась выездкой в школе Олимпийского резерва. Как и большинство советских школьников, состояла в детской пионерской организации.
В 1983 году впервые снялась в кино в роли пионерки Маши Старцевой в фильме «Приключения Петрова и Васечкина», а в 1984 году сыграла в продолжении — фильме «Каникулы Петрова и Васечкина» (режиссёр — Владимир Алеников).

### Школа-студия МХАТ и МХАТ имени Чехова
Сразу после окончания средней школы в 1989 году поступила в театральный институт. Окончила Школу-студию МХАТ (1993, курс Ю. И. Ерёмина).
В 1992 году дебютировала на малой сцене Московского Художественного театра имени Чехова в роли Нины в спектакле Романа Козака «Маскарад».
1993 год. Дипломные работы:
- Хор в спектакле Ю. И. Ерёмина «Ромео и Джульетта».
- Эленетта в спектакле В. В. Долгачева «Один из последних вечеров карнавала» по пьесе К. Гольдони (спектакль был внесён в репертуар театра).
- Мисюсь в спектакле по рассказу А. П. Чехова «Дом с мезонином», режиссёр Ю. И. Ерёмин и А. Б. Покровская.

### Америка
В 1994 году, сразу же после окончания института, Инга Ильм уезжает в США, где берёт семестр английского языка в Rutgers University, а затем проходит курс в знаменитой актёрской школе Ли Страсберга в Нью-Йорке.
Оставаться в США Инга не собиралась: «Я ненавижу Америку. Мне не близка эта культура и далека от меня эта очень прагматичная жизнь. Жутко сознавать, что всё спланировано до мелочей, потому что построено на кредитах. „Через два года у меня будет машина, ещё через три года это и вот это, и я прекрасно знаю, что произойдёт в ближайшие десять лет, даже куда я поеду в отпуск через пятнадцать“. Может быть, я что-то и хотела бы наперёд знать, но не до такой же степени. И самое забавное, все ребята, которые со мной уехали (Егор — он же Васечкин, который занимался там танцами, писатель Дима Липскеров), вернулись».

### Театр имени А. С. Пушкина
После возвращения из Америки в 1995—2001 годах Инга Ильм работала в Московском Драматическом театре имени А. С. Пушкина.
Главные роли:
- Основная сцена
  - Княжна Мэри в спектакле «Зовите Печориным…» по пьесе Нины Садур. Режиссёр М. Мокеев.
  - Гермия в шекспировской пьесе «Сон в летнюю ночь». Режиссёр Гай Спранг (Канада).
  - Маша в спектакле по произведению Пушкина «Дубровский». Режиссёр Р. Мархолиа. Композитор Н. Морозов.
  - Женевьева в комедии Клода Манье «Блэз». Режиссёр О. Аракчеева.
  - Алёнушка в сказке «Белая цапля». Постановка В. Грамматикова.
- Малая сцена:
  - Дэзи в спектакле «Великий Гэтсби» по произведению Ф. Фицджеральда. Режиссёр Э. Торон (США).

Исполнила четыре главные роли в спектакле «Любовь и всякое такое…» по рассказам Дж. Д. Сэлинджера: «Перед самой войной с эскимосами», «Эти губы и глаза зелёные», «Лапа-Растяпа», «Дорогой Эсме с любовью и всякой мерзостью». Режиссёр Е. Писарев.
В спектакле о Ли Страсберге по пьесе Р. Брустина «Никто не умирает по пятницам» сыграла его дочь Сьюзан. Режиссёр Ю. Ерёмин.
Роли в спектаклях: «Принцесса Брамбилла», «Женитьба Белугина», «Супница» и «Повести Белкина».
Свою театральную карьеру завершает ролью Хора в премьере по пьесе Жана Ануя «Антигона». Режиссёр Владимир Агеев.

### Телевидение
1996 год — ведущая программы музыкального рейтинга «Горячая десятка» на РТР.
1998—2002 гг. — работает на телеканале «ТВЦ». Ведущая программы «Шансы» в рамках молодёжного канала «ДА!». В 1999 году совместно с актёром театра Ленком Дмитрием Марьяновым придумывает и на протяжении пяти лет выпускает еженедельную театральную передачу «Не верю» — пишет тексты, выступает как сценаристка, журналистка и режиссёр монтажа. Ведущая дневников Всемирной театральной олимпиады и Чеховского фестиваля.
В 2001 году приглашена в телекомпанию ВКТ на позицию ведущей «Городских новостей» на канале М1. Уволена в 2002 году после появления в хулиганском образе на страницах журнала «ОМ».
В 2002—2003 годах занята международным независимым документальным проектом «Другая жизнь». География работы съёмочной группы — Кения, Шри-Ланка, Франция, Англия, Голландия и Россия. Героями фильмов стали яркие современники — один из величайших исполнителей барочной музыки Густав Леонхардт и его ученик Андрей Решетин; известные английские коллекционеры древностей; представители французской аристократии — хранители вековых традиций псовой охоты, пенсионеры Иностранного легиона, буддийские монахи, европейские миссионеры-миротворцы в нейтральных водах Юго-Восточной Азии, люди, взявшие под охрану обширные территории дикой природы Африки и восстанавливающие экологическую систему, жители племён и многие другие.
2006 год — ведущая телевикторины «Большие мозголомы» на Рен-ТВ.

### Издательская деятельность

#### FBI-press
В 2003 году совместно с супругом создаёт небольшой издательский дом Funky Business International-press (FBI-press) и выпускает полноцветную иллюстрированную газету о столице «Искра» на русском и английском языках, интерьерные журналы: «Шик-magazine», «Игры, в которые играют люди», «Dream-Housе», которые представляют собой коллекции интервью и эссе современных русских писателей. Активно сотрудничает с начинающими журналистами.

#### Литературная премия
В 2008—2009 годах совместно с Дмитрием Липскеровым организует и проводит Всероссийский независимый литературный конкурс для начинающих авторов «Неформат», в состав жюри которого входят: Юрий Витальевич Мамлеев, Лев Данилкин, Орлуша и Дмитрий Голынко-Вольфсон. Премия познакомила литературное сообщество и широкую аудиторию с творчеством Ульяны Гамаюн, Евы Рапопорт и Веры Полозковой. Поддержку конкурса осуществлял фонд «Твоё время» и издательство АСТ.

### Научная деятельность
В 2008 году поступает в Московский государственный университет на исторический факультет, отделение истории искусства. Специализируется на художественной культуре России первой половины XVIII века.
В 2008 году издана книга о жизни и творчестве Чарльза Камерона, придворного архитектора Екатерины II.
В июне 2010 года участвует во Всероссийской научной конференции «Провинциальные дворянские усадьбы: Прошлое. Настоящее. Будущее», организованной Тверским государственным университетом (ТвГУ) и филиалом РГГУ в городе Тверь. Доклад «Прототип и типология вотчинных восьмилепестковых храмов на территории средней полосы России» о новооткрытом архитектурном памятнике XVIII столетия положил начало её научной деятельности.
Публикации в научных сборниках: Актуальные проблемы теории и истории искусства , Архив наследия, Труды Государственного Эрмитажа. С некоторыми из статей, посвященных архитектуре Петровской эпохи, можно ознакомиться на сайте Академии.https://heritage-institute-ru.academia.edu/IngaIlm
В 2011—2013 годах — научный сотрудник Института Наследия.
В 2018 году издательство АСТ выпускает научно-популярную книгу «Моя Италия», которая посвящена трём городам: Флоренции, Риму и Неаполю. Издание отмечено международной премией. Премия учреждена в 2013 году ассоциацией «Друзья Искьи» под эгидой Министерства культуры и туризма Италии при содействии администрации острова Искья и области Кампания, а также фонда Лукино Висконти.
В 2019 году вышла книга «Обрывки из реальностей. #ПоТэгуРим», основой которой стали дневниковые заметки Инги Ильм в «Живом Журнале».
В 2022 году вернулась в кинематограф в качестве автора идеи художественного сериала о художниках «Арт и Факт». Проект реализован при грантовой поддержке Президентского Фонда Культурных Инициатив. Премьера состоялась в мае 2023 года на Первом канале общероссийского телевидения.  «Арт и Факт» номинирован Ассоциацией продюсеров кино и телевиденья на XI национальную кинематографическую премию АПКиТ как «Лучший мини-сериал на ТВ».

## Фильмография
| Год       |     | Название                                                    | Роль                                |
| --------- | --- | ----------------------------------------------------------- | ----------------------------------- |
| 1983      | тф  | Приключения Петрова и Васечкина, обыкновенные и невероятные | Маша Старцева                       |
| 1984      | тф  | Каникулы Петрова и Васечкина, обыкновенные и невероятные    | Маша Старцева                       |
| 1986      | ф   | Что такое Ералаш?                                           | учительница                         |
| 1992      | ф   | Бег по солнечной стороне                                    | Маша                                |
| 1992      | ф   | Глаза                                                       | Настя                               |
| 1992      | ф   | Лестница света / Lestnitsa sveta                            | Ольга                               |
| 1992      | ф   | Луна-парк / Luna Park                                       | лже-дочь                            |
| 1992      | ф   | Мушкетёры двадцать лет спустя                               | служанка герцогини де Шеврёз        |
| 1992      | док | Сонм белых княжон                                           | великая княжна Анастасия Николаевна |
| 1992      | кор | Чайка                                                       | Нина                                |
| 1992—1993 | с   | Музыкальный прогноз                                         | Ира, металлистка                    |
| 1992—1994 | с   | Горячев и другие                                            | Оксана Ромашко                      |
| 1993      | ф   | Заговор скурлатаев                                          | Полина                              |
| 1993      | ф   | Ты есть…                                                    | Ира                                 |
| 1994      | кор | Автобус / Avtobus                                           | снималась                           |
| 1996      | док | Невыдуманные истории о Москве                               | Лиля Брик                           |
| 1996      | док | Марлен Дитрих                                               | Марлен                              |
| 2003      | ф   | Чай, кофе, потанцуем…                                       | Оксана                              |